# Brezje Vivodinsko
Brezje Vivodinsko is een plaats in de gemeente Ozalj in de Kroatische provincie Karlovac. De plaats telt 20 inwoners (2001).